# تشارلز راسيل
تشارلز تاز راسيل (بالإنجليزية: Charles Taze Russell) (16 فبراير 1852 - 31 أكتوبر 1916)، أو القس راسل، كان قسّا إعاديًا مسيحيًا أمريكيًا من بيتسبرغ، بنسلفانيا، ومؤسس ما يُعرف اليوم بحركة طلاب الكتاب المقدس. بعد موته، خرج من هذه الحركة شهود يهوه وفرق طلاب الكتاب المقدس المستقلة المتعددة.
في يوليو عام 1879، بدأ راسيل بإصدار مجلة دينية شهرية، برج المراقبة وإعلان مملكة يهوه. في عام 1881، اشترك بتأسيس جمعية برج المراقبة في زيون برئاسة وليام هنري كونلي، وسُجلت الجمعية رسميًا برئاسة راسل في عام 1884. كتب راسل الكثير من المقالات، والكتب، والمنشورات، الكتيبات، والعظات، وبلغ مجموع صفحات أعماله خمسين ألف صفحة مطبوعة تقريبًا. منذ عام 1886 وحتى عام 1904، نشر سلسلة مكونة من ستة مجلدات لدراسة الكتاب المقدس عنوانها الأصلي مطلع الألفية، سُميت في ما بعد دراسات في النصوص المقدسة، طبُع منها عشرون مليون نسخة تقريبًا، ووُزعت في جميع أنحاء العالم بعدة لغات خلال حياته. (أُصدر مجلد سابع في عام 1917 بتكليف من خلفه جوزيف روذرفورد رئيس الجمعية). توقفت جمعية برج المراقبة عن نشر كتابات راسل في عام 1927، ولكن استمرت عدة فرق مستقلة في نشر كتبه.
نشأت أزمة بعد موت راسل حول قيادة روذرفورد للجمعية، وبلغت ذروتها بحدوث انشقاق في الحركة. في عام 1931، ترك حركةَ طلاب الكتاب المقدس ما يقرب من ثلاثة أرباع أعضائها الذين بلغ عددهم في ذلك الوقت خمسين ألفًا تقريبًا والذين اتبعوا الحركة منذ عام 1971. أدى هذا التحول إلى تشكيل عدة فرق تحت أسماء مختلفة. تبنى أولئك الذين حافظوا على عضويتهم في الحركة الأم اسم شهود يهوه في عام 1931، في حين شكَل الذين قطعوا علاقاتهم بالجمعية فرقهم الخاصة التي تشمل معهد الكتاب المقدس الرعوي في عام 1918، والحركة التبشيرية الرئيسية للعلمانيين في عام 1919، وجمعية طلاب فجر الكتاب المقدس في عام 1929.

## نشأته
وُلد تشارلز تاز راسل لأبوين اسكتلنديين أيرلنديين، المهاجر جوزيف ليتل راسل (1813–1897) وآن إليزا بيرني (1825-1861)، في السادس عشر من فبراير عام 1852 في أليغيني، بنسلفانيا. كان ترتيب راسل الثاني بين خمسة أولاد، اثنان منهم بقيا على قيد الحياة حتى سن الرشد. توفيت أمه عندما كان في التاسعة من عمره.
عاش آل راسل فترة من الوقت في فيلادلفيا قبل أن ينتقلوا إلى بيتسبرغ، وهناك صاروا أعضاء في الكنيسة المشيخية. عندما بلغ سن المراهقة، جعله والده شريكًا في متجره لبيع الخردوات في بيتسبرغ. بحلول الثانية عشرة من عمره، كان راسل يكتب عقود عمل الزبائن ومسؤولًا عن بعض متاجر بيع الملابس الأخرى التي امتلكها والده. ترك راسل الكنيسة المشيخية بسن الثالثة عشرة لينضم إلى الكنيسة الأبرشانية. عُرف في شبابه بتدوينه آيات الكتاب المقدس بالطباشير على ألواح السياج وأرصفة المدن في محاولة لهداية غير المؤمنين، مشيرًا بالتحديد إلى عقوبة الجحيم التي تنتظر غير المؤمنين.
عندما بلغ راسل السادسة عشرة من عمره، تشكك في إيمانه بعد مناقشة دارت بينه وبين أحد أصدقاء طفولته حول مشكلات تؤخذ على المسيحية (مثل التناقضات في العقائد، بالإضافة إلى تقاليد القرون الوسطى). تحرى عن أديان أخرى مختلفة، لكنه خلص إلى أنها لم تقدم الإجابات التي كان يلتمسها. في عام 1870، حضر وهو في الثامنة عشرة من عمره محاضرة ألقاها القس التابع لطائفة السبتيين غوناس ويندل. قال راسل لاحقًا إن المحاضرة ألهمته بغيرة وإيمان متجددين بأن الكتاب المقدس هو كلمة الله، رغم أنه لم يتفق تمامًا مع حجج ويندل.

## زواجه
في الثالث عشر من مارس عام 1879، تزوج راسل بماريا فرانسيس أكلي (1850–1938) بعد بضعة أشهر من التعارف. انفصل الزوجان في عام 1897. ألقى راسل اللوم في هذا الانفصال على الخلافات الناجمة عن إصرار ماريا راسل على دور تحريري أكبر في مجلة برج المراقبة. أُشير في حكم أصدرته المحكمة في وقت لاحق إلى أنه وصف زواجه بكونه «خطأً» قبل ثلاث سنوات من ظهور النزاع على طموحاتها التحريرية. رفعت ماريا راسل دعوى للانفصال القانوني في يونيو عام 1903 في محكمة دعاوى الحق العام في بيتسبرغ، ثم طلبت الطلاق بعد ثلاث سنوات بدعوى التعذيب النفسي. حصلت على الانفصال مع النفقة في عام 1908. توفيت ماريا راسل عن عمر ناهز ثمانية وثمانين عامًا في سانت بيترسبرغ بولاية فلوريدا في الثاني عشر من مارس عام 1938 بسبب مضاعفات ناتجة عن داء هودجكن.

### القسيسية
تمتع راسل بشخصية ملهمة، لكنه لم يدَّعِ أن تعاليمه ليست مأخوذة من وحي أو رؤيا خاصة، ولم يدّعِ امتلاك سلطان خاص في ذاته. ذكر أنه لم يسعَ إلى تأسيس طائفة جديدة، بل كان يود جمع الذين كانوا يبحثون عن حقيقة كلمة الله «في زمن الحصاد هذا». كتب أن «نشر الحق بوضوح» في تعاليمه يعود إلى «الحقيقة المبسطة أن زمان الله المعيَّن قد حان، وإن لم أتكلم بها ولم يستطع إنسان آخر فعل ذلك، فستصرخ بها الحجارة». اعتبر نفسه -وكل المسيحيين الذي نالوا الروح القدس- «بوق الله» وسفيرًا للمسيح. لم يعترض على اعتباره «العبد الأمين الحكيم» المذكور في إنجيل متى 24:45 من قِبل العديد من طلاب الكتاب المقدس. نشرت مجلة برج المراقبة بعد وفاته أنه أصبح «حاكمًا لكل خيرات الرب».

### البدايات
في عام 1870 تقريبًا، أنشأ راسل ووالده مجموعة مع عدد من معارفه لإجراء دراسة تحليلية للكتاب المقدس، والعقيدة المسيحية وأصولها، والتقليد. استنتجت المجموعة، التي تأثرت كثيرًا بكتابات القس السبتيّ جورج ستورس وجورج ستيتسون اللذين كانا يحضران كثيرًا، أن الأسفار المقدسة لا تدعم الكثير من العقائد الرئيسية للكنائس التقليدية، بما فيها عقيدة التثليث، والجحيم، وخلود الروح.
في يناير عام 1876 تقريبًا، تلقى راسل في بريده نسخة من صحيفة هيرالد أوف ذا مورنينغ التي كان ينشرها نيلسون إتش. إبربور. كان إبربور كاتبًا وناشرًا سبتيًا مؤثرًا. أرسل راسل برقية إلى إبربور لعقد اجتماع. زار إبربور وجون هنري باتون مقاطعة أليني في مارس عام 1876 على نفقة راسل لكي يتمكن من سماع حججهما، ومقارنة الاستنتاجات التي توصل إليها كل طرف في دراسته. دعم راسل خطابًا ألقاه إبربور في قاعة سانت جورج في فيلادلفيا في أغسطس عام 1876، وحضر محاضرات أخرى ألقاها إبربور.
من بين التعاليم التي علم بها إبربور الرأي القائل إن المسيحيين الذين ماتوا سيقومون مرة أخرى في أبريل عام 1878. تحمس راسل، رغم رفضه السابق للتسلسل النبوي التاريخي، لتكريس حياته من أجل قناعته حول وجود سنتين أخيرتين قبل عودة المسيح الروحية غير المنظورة. باع متاجر ملابسه الخمسة مقابل 300,000 دولار (قيمتها الحالية 7,203,000 دولار). كتب إبربور، بتشجيع من راسل وبدعمه المالي، ملخصًا لوجهات نظرهم في العوالم الثلاثة وحصاد هذا العالم، ونُشر في عام 1877. نشرت صحيفة هيرالد أوف ذا مورنينغ في الوقت نفسه نصًا كتبه راسل بعنوان هدف عودة الرب وطريقتها. كان راسل متشوقًا لقيادة إحياء مسيحي، ودعا إلى اجتماعين منفصلين للقادة المسيحيين في بيتسبرغ. رُفضت أفكار راسل في كلتا المرتين، وخصوصًا التشديد على اقتراب البهجة وظهور المسيح الثاني الذي تبناه.

## روابط خارجية
- تشارلز راسيل على موقع IMDb (الإنجليزية)
- تشارلز راسيل على موقع الموسوعة البريطانية (الإنجليزية)